# 파란 (영화)
《파란》은 2025년 4월에 개봉한 대한민국의 영화이다.

## 캐스팅

### 주연
- 이수혁: 태화 역
- 하윤경: 미지 역

### 조연
- 권다함: 요한 역
- 김현: 천영주 역
- 임영주: 최솔 역

## 참고 사항
- 권미지가 햄버거를 먹고 있는 패스트푸드 점에서 코나의 우리의 밤은 당신의 낮보다 아름답다가 흘러나오는 장면이 있다. 이는 권미지의 심리를 대변하는 목적의 삽입으로 보인다.